# Villa Contarini

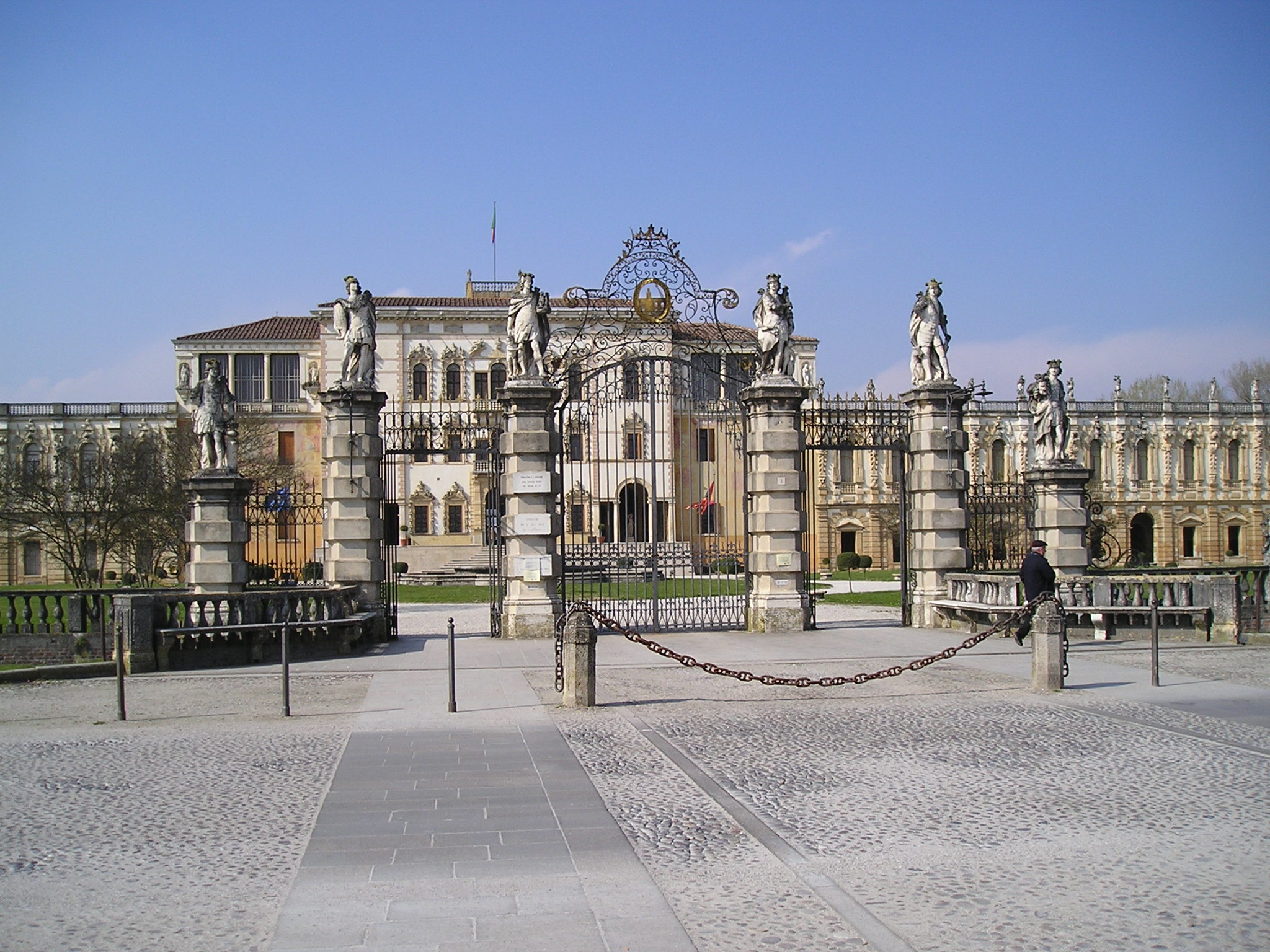
Villa Contarini in Piazzola sul Brenta, Italië

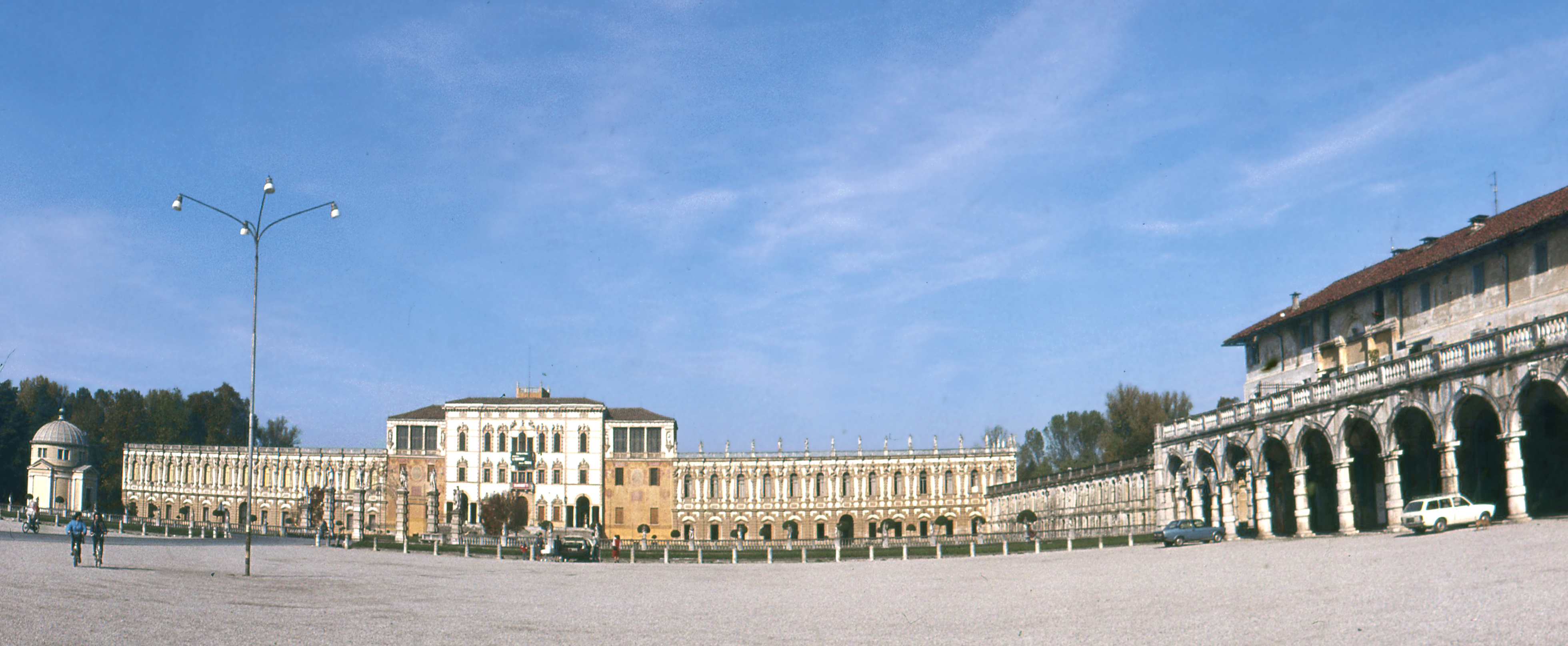
Panoramisch vooraanzicht

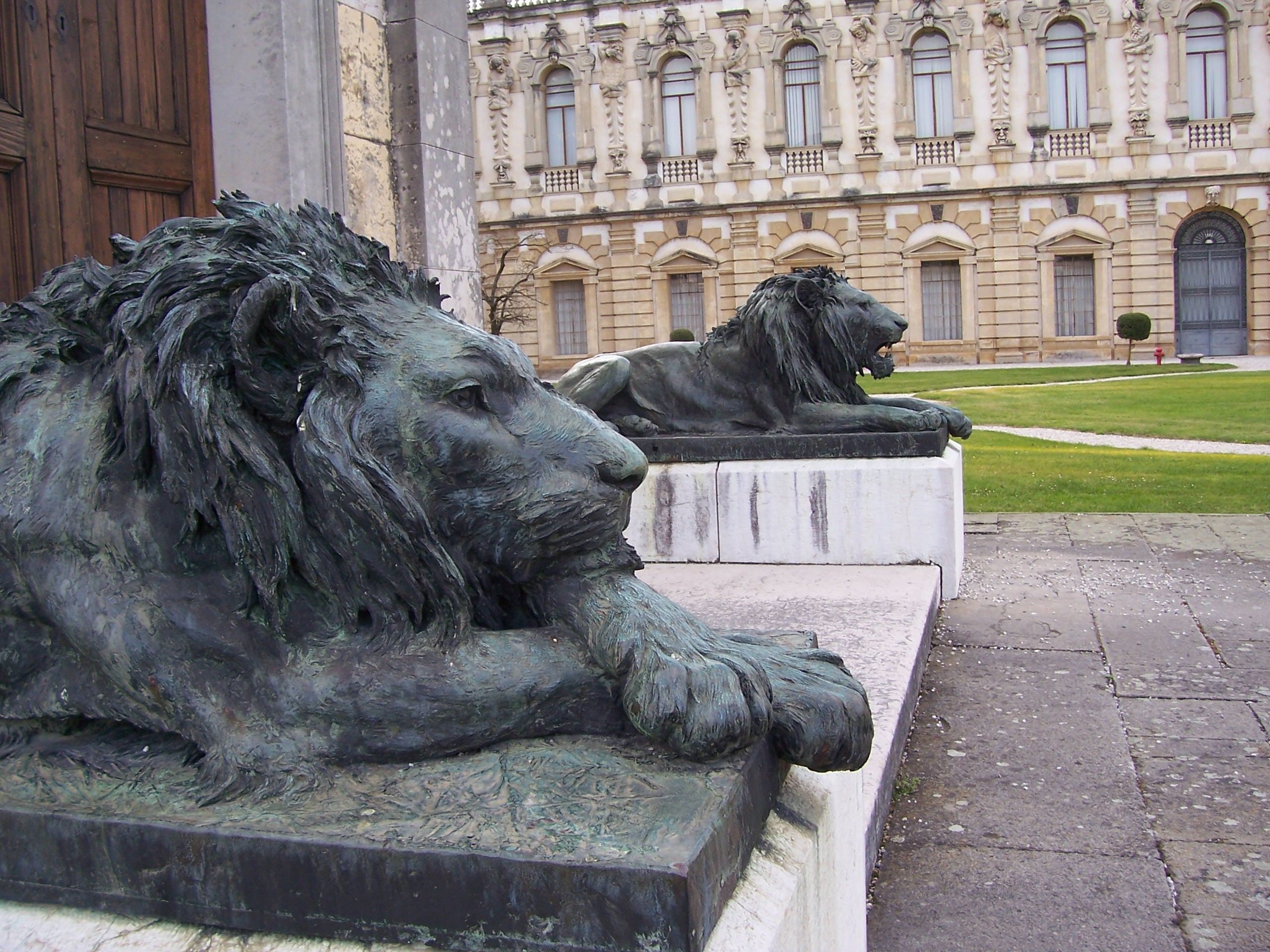
Zijingang

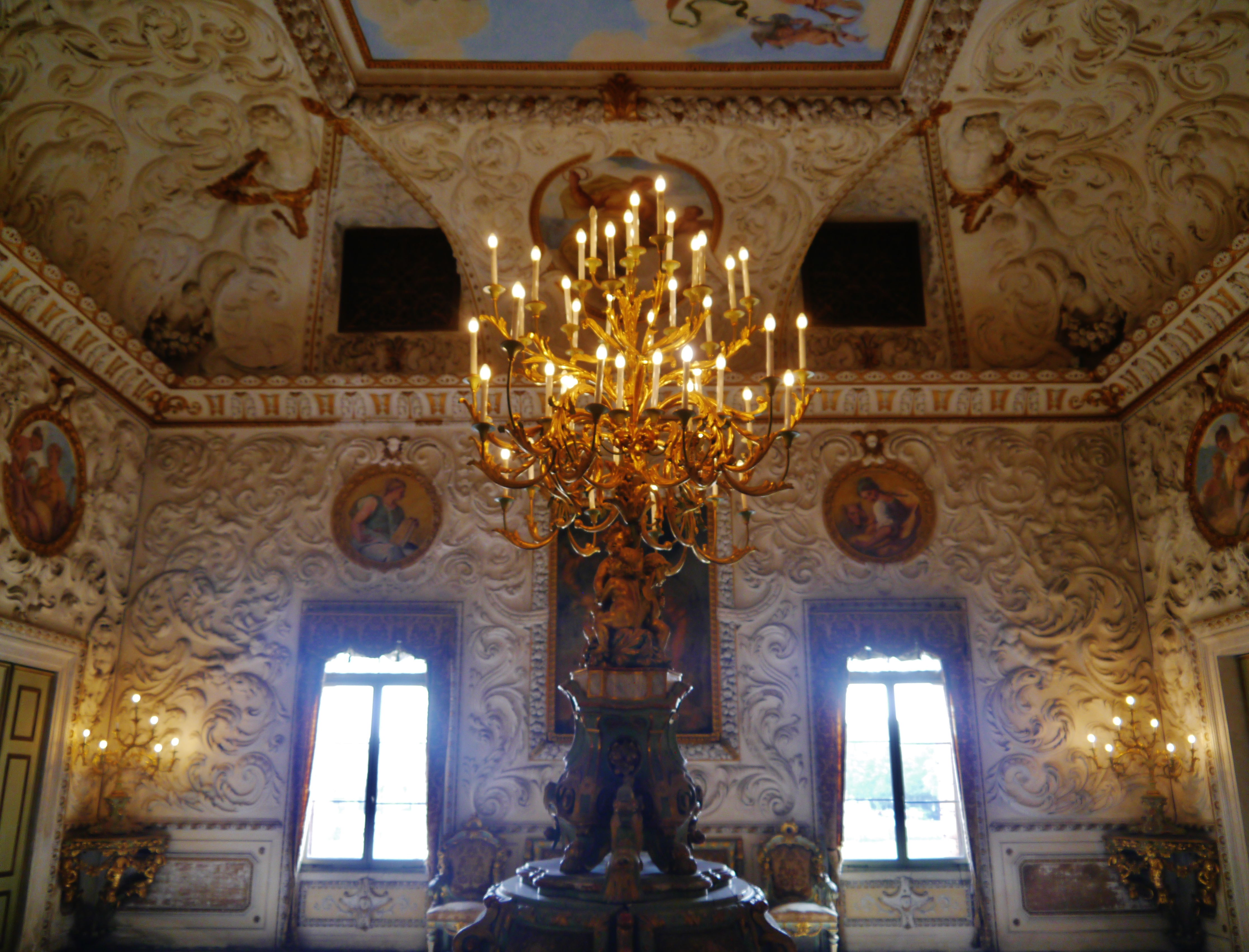
Balzaal

De Villa Contarini is een paleis in barokstijl in Piazzola sul Brenta, een gemeente in de Noord-Italiaanse provincie Padua en regio Veneto. Het gaat door als een van de grootste Venetiaanse villa’s. De lengte van de voorgevel bedraagt 178 meter. Het was een adellijke residentie voor Venetiaanse edelen en is thans een museum.

## Namen
- Villa Contarini, genoemd naar de familie Contarini, eigenaar en bouwheer in de 16e tot 18e eeuw.
- Villa Contarini-Camerini. Toevoeging van de familie Camerini aan de naam. Zij waren de eigenaars in de 19e eeuw en de laatste privé-eigenaars die er gewoond hebben (tot 20e eeuw). Het toegangshekken draagt het wapenschild van de familie Camerini.

## Historiek
Op deze plek bestond sinds het jaar 1000 een kasteeltje gebouwd door de familie Dente. Het gebouw staat op de weg tussen Padua en Vicenza. In de 15e eeuw werd het eigendom van het Huis da Carrara, de regerende familie over de stadstaat Padua. Jacopo da Carrara schonk het kasteeltje aan zijn dochter Maria die in 1413 huwde met Nicolo Contarini, een edelman uit Venetië. Sinds 1405 hield de stadstaat Padua overigens op te bestaan omdat de republiek Venetië Padua had geannexeerd.
In 1546 startte Francesco Contarini met de nieuwbouw. Het ging om het centrale deel van de villa met twee kleinere zijvleugels. Vanaf 1565 was de Villa Contarini bewoonbaar. 
Een eeuw later was het Marco Contarini die met de definitieve uitbouw van de Villa Contarini begon. Vanaf 1671 werd het centrale deel vergroot en vanaf 1676 verrees de rechter zijvleugel. Loodrecht op de rechter zijvleugel staat een zijgebouw die overloopt naar voor in een halfcirkelvormige galerij. Aldus ontstond aan de voorzijde een plein. Marco Contarini bouwde een balzaal, twee theaterzalen en trappenhallen met beelden. De salons werden verfraaid met barokke fresco’s. De familie Contarini hield er bals en concerten. In de Sala della Chitarra Rovesciata vonden de concertvoorstellingen plaats: de zaal loopt over van het gelijkvloers naar de eerste verdieping. Via een octogonale opening in het plafond speelden de muzikanten vanuit de tweede verdieping. Dit verzekerde een goede akoestiek. Vanuit de balzaal was het mogelijk te wandelen op de terrassen aan de voorgevel. 
Nog een eeuw later, vanaf 1788 pas, werd de linker zijvleugel uitgebouwd. Zo werd de lengte van 178 meter behaald. Links van de voorgevel staat een barokke kapel. 
In de 19e eeuw werd de familie Contarini eigenaar. Zij voerden restauratiewerken uit en legden het park aan. Nadien geraakte de villa in verval. De regio Veneto kocht het domein in 2005, liet restauraties uitvoeren in de Villa Contarini en richtte het geheel in als museum.